# Канада на Зимским олимпијским играма 1964.
Канада је учествовала на деветим по реду Зимским олимпијским играма одржаним 1964. године у Инзбруку, Аустрија. То су биле девете Зимске олимпијске игре на којима су учествовали канадски спортисти. Канада је учествовала у 27 спортских дисциплина од укупно 8 спортова у којима су учествовали: „Алпско скијање, хокеј на леду, уметничко клизање, крос контри, скијашки скокови, нордијска комбинација, санкање и брзинско клизање. Канада је освојила укупно три медаље, једну златну и две бронзане. Златна медаља је освојена у дисциплини боб четверосед а бронзане у уметничком клизању, парови и појединачно.
Канада је свој деби у бобу обележила златном медаљом. У својој првој трци тим Канаде је поставио рекорд стазе и у укупном пласману су били чак за секунду испред другопласиране Аустрије.
На ове игре Канада је по први пут на хокејашки турнор послала репрезентацију уместо тима. Овај тим је имао изузетно добру одбрану али је напад „шкрипао“. На предолимпијским припремним утакмицама ова репрезентација је имала доста проблема и мало ко јој је давао шансе за успех, освајање медаље.
Ипак Канада је добро стартовал победом над репрезентацијом Швајцарске од 8:0 и заређала још четири победе, у коју се укључује победа од 6:4 против тада важећег олимпијског шампиона, репрезентације САД. После утакмице са Чехословачком у којој је Канада остала без голмана и изгубила утакмицу са 3:1, после вођства од 1:0, Канада је последњу утакмицу играла против репрезентације СССР-а. Победа би јој донела златну медаљу. Совјети су у овој утакмици одиграли сигурно и победили са 3:2. Канада се овим поразом на другој позицији бодовно изједначила са репрезентацијама Чехословачке и Шведске. Одлуком званичника рачунала се гол-разлика целог турнира и тако је Канада завршила на четвртом месту.

### Освојене медаље на ЗОИ
| Освојене медаље канадских спортиста на ЗОИ 1964. |                                       |       |        |        |        |
| Спортиста                                        | Спорт                                 | Злато | Сребро | Бронза | Укупно |
| Боб четверосед                                   | Боб четверосед, мушки                 | 1     | 0      | 0      | 1      |
| Уметничко клизање                                | Уметничко клизање — парови            | 0     | 0      | 1      | 1      |
| Петра Бурка                                      | Уметничко клизање — појединачно, жене | 0     | 0      | 1      | 1      |
| Укупно                                           | 2                                     | 1     | 0      | 2      | 3      |

### Алпско скијање
Мушки
| Такмичар       | Дисциплина | Трка            | Трка     |
| Такмичар       | Дисциплина | Време           | Позиција |
| -------------- | ---------- | --------------- | -------- |
| Питер Данкан   | Спуст      | 2:30.06         | 34       |
| Род Хеброн     | Спуст      | 2:27.90         | 30       |
| Гери Батистела | Спуст      | 2:27.74         | 28       |
| Жан-Ги Брине   | Спуст      | 2:26.59         | 25       |
| Гери Батистела | Велеслалом | Дисквалификован | –        |
| Род Хеброн     | Велеслалом | Није завршио    | –        |
| Жан-Ги Брине   | Велеслалом | 1:59.60         | 27       |
| Питер Данкан   | Велеслалом | 1:58.44         | 26       |

Слалом - мушки
| Такмичар     | Квалификације     | Квалификације | Квалификације     | Квалификације | Укупно           | Укупно           | Укупно           | Укупно           | Укупно           | Укупно           |
| Такмичар     | Време 1           | Позиција      | Време 2           | Позиција      | Време 1          | Позиција         | Време 2          | Позиција         | Укупно           | Позиција         |
| ------------ | ----------------- | ------------- | ----------------- | ------------- | ---------------- | ---------------- | ---------------- | ---------------- | ---------------- | ---------------- |
| Питер Данкан | Није завршио трку | –             | 56.43             | 12 Кв         | 1:14.22          | 17               | 1:04.88          | 18               | 2:19.10          | 19               |
| Роберт Свон  | Дисквалификован   | –             | Није завршио трку | –             | Није се пласирао | Није се пласирао | Није се пласирао | Није се пласирао | Није се пласирао | Није се пласирао |
| Род Хеброн   | 1:07.56           | 59            | 55.99             | 9 Кв          | Дисквалификован  | –                | –                | –                | Дисквалификован  | –                |
| Жан-Ги Брине | 54.98             | 23 Кв         | –                 | –             | Дисквалификован  | –                | –                | –                | Дисквалификован  | –                |

Жене
| Такмичар             | Дисциплина | Спуст           | Спуст    | Слалом | Слалом   | Слалом          | Укупно   | Укупно |
| Такмичар             | Дисциплина | Време           | Позиција | Време  | Позиција | Време           | Позиција |        |
| -------------------- | ---------- | --------------- | -------- | ------ | -------- | --------------- | -------- | ------ |
| Ненси Холанд         | Спуст      |                 |          |        |          | 2:04.53         | 34       |        |
| Керен Дока           | Спуст      |                 |          |        |          | 2:04.04         | 28       |        |
| Линда Крачфилд-Бокок | Спуст      |                 |          |        |          | 2:03.10         | 24       |        |
| Ненси Грин           | Спуст      |                 |          |        |          | 1:59.23         | 7        |        |
| Керен Дока           | Велеслалом |                 |          |        |          | 2:09.63         | 34       |        |
| Линда Крачфилд-Бокок | Велеслалом |                 |          |        |          | 2:05.04         | 32       |        |
| Ненси Холанд         | Велеслалом |                 |          |        |          | 2:04.39         | 31       |        |
| Ненси Грин           | Велеслалом |                 |          |        |          | 1:57.76         | 16       |        |
| Керен Дока           | Слалом     | Дисквалификован | –        | –      | –        | Дисквалификован | –        |        |
| Ненси Холанд         | Слалом     | Дисквалификован | –        | –      | –        | Дисквалификован | –        |        |
| Ненси Грин           | Слалом     | 49.95           | 20       | 51.47  | 13       | 1:41.42         | 15       |        |
| Линда Крачфилд-Бокок | Слалом     | 49.38           | 18       | 53.77  | 19       | 1:43.15         | 16       |        |

## Боб
| Посада | Такмичар              | Дисциплина | Трка 1  | Трка 1   | Трка 2  | Трка 2   | Трка 3  | Трка 3   | Трка 4  | Трка 4   | Укупно  | Укупно   |
| Посада | Такмичар              | Дисциплина | Време   | Позиција | Време   | Позиција | Време   | Позиција | Време   | Позиција | Време   | Позиција |
| ------ | --------------------- | ---------- | ------- | -------- | ------- | -------- | ------- | -------- | ------- | -------- | ------- | -------- |
| CAN-1  | Џон Емери Гордон Кери | Двосед     | 1:07.85 | 18       | 1:07.64 | 13       | 1:06.75 | 10       | 1:06.63 | 8        | 4:28.87 | 11       |
| CAN-2  | Вик Емери Питер Кирби | Двосед     | 1:05.15 | 1        | 1:05.93 | 5        | 1:05.96 | 6        | 1:06.45 | 7        | 4:23.49 | 4        |

| Посада | Такмичар                                           | Дисциплина | Трка 1  | Трка 1   | Трка 2  | Трка 2   | Трка 3  | Трка 3   | Трка 4  | Трка 4   | Укупно  | Укупно   |
| Посада | Такмичар                                           | Дисциплина | Време   | Позиција | Време   | Позиција | Време   | Позиција | Време   | Позиција | Време   | Позиција |
| ------ | -------------------------------------------------- | ---------- | ------- | -------- | ------- | -------- | ------- | -------- | ------- | -------- | ------- | -------- |
| CAN-1  | Вик Емери Питер Кирби Даг Енекин Џон Емери         | Четверосед | 1:02.99 | 1        | 1:03.82 | 2        | 1:03.64 | 2        | 1:04.01 | 1        | 4:14.46 | 1. злато |
| CAN-2  | Монти Гордон Крис Ондатје Давид Хобарт Гордон Кери | Четверосед | 1:04.63 | 13       | 1:04.43 | 11       | 1:05.06 | 13       | 1:05.66 | 14       | 4:19.78 | 14       |

## Скијашко трчање
Мушки
| Дисциплина | Скијаш        | Трка         | Трка     |
| Дисциплина | Скијаш        | Време        | Позиција |
| ---------- | ------------- | ------------ | -------- |
| 15 km      | Марти Рутио   | 1'02:52.4    | 65       |
| 15 km      | Ерик Лома     | 1'01:39.8    | 61       |
| 15 km      | Франц Портман | 58:47.0      | 51       |
| 15 km      | Доналд Меклод | 55:58.5      | 34       |
| 30 km      | Марти Рутио   | 1'46:18.6    | 52       |
| 30 km      | Доналд Меклод | 1'42:17.7    | 38       |
| 50 km      | Франц Портман | Није завршио | –        |
| 50 km      | Ерик Лома     | Није завршио | –        |

Мушки 4 x 10 km штафета
| Такмичар                                          | Трка      | Трка     |
| Такмичар                                          | Време     | Позиција |
| ------------------------------------------------- | --------- | -------- |
| Доналд Меклод Марти Рутио Ерик Лома Франц Портман | 2'44:29.1 | 15       |

## Уметничко клизање
Мушки
| Клизач        | ЦФ | ФС | Позиција | Поена | Пласман |
| ------------- | -- | -- | -------- | ----- | ------- |
| Вилијам Нејл  | 19 | 14 | 1667.7   | 143   | 16      |
| Чарлс Шнелинг | 16 | 15 | 1705.5   | 117   | 13      |
| Доналд Најт   | 7  | 11 | 1746.6   | 85    | 9       |

Жене
| Клизач        | ЦФ | ФС | Позиција | Поена | Пласман   |
| ------------- | -- | -- | -------- | ----- | --------- |
| Шира Кенворти | 10 | 16 | 1756.3   | 104   | 12        |
| Венди Гринер  | 13 | 8  | 1775.3   | 91    | 10        |
| Петра Бурка   | 3  | 2  | 1940.0   | 25    | 3. бронза |

Парови
| Клизачи                  | Поена | Скор  | Пласман   |
| ------------------------ | ----- | ----- | --------- |
| Линда Ворд Нил Карпентер | 84.2  | 128.5 | 16        |
| Феј Струт Џим Ватерс     | 85.3  | 122.5 | 14        |
| Деби Вилкис Ги Ревел     | 98.5  | 35.5  | 3. бронза |

## Хокеј на леду

### Прва рунда
Победници у првој рунди су се квалификовали у групу А, у којој су се играле утакмице за позиције од првог до осмог места. Репрезентација која је изгубила ову квалификациону утакмицу је ограла у групи Б где су се играле утакмице за посиције од деветог до шеснаестог места.
| Репрезентација 1. | Резултат | Репрезентација 2. |
| ----------------- | -------- | ----------------- |
| Канада            | 14–1     | Југославија       |

### Група А
| Позиција | Репрезентација   | Ута | Поб | Пор | Нер | ГД | ГП | Поена |
| -------- | ---------------- | --- | --- | --- | --- | -- | -- | ----- |
| 1        | Совјетски Савез  | 7   | 7   | 0   | 0   | 54 | 10 | 14    |
| 2        | Шведска          | 7   | 5   | 2   | 0   | 47 | 16 | 10    |
| 3        | Чехословачка     | 7   | 5   | 2   | 0   | 38 | 19 | 10    |
| 4        | Канада           | 7   | 5   | 2   | 0   | 32 | 17 | 10    |
| 5        | Сједињене Државе | 7   | 2   | 5   | 0   | 29 | 33 | 4     |
| 6        | Финска           | 7   | 2   | 5   | 0   | 10 | 31 | 4     |
| 7        | Немачка          | 7   | 2   | 5   | 0   | 13 | 49 | 4     |
| 8        | Швајцарска       | 7   | 0   | 7   | 0   | 9  | 57 | 0     |

### Резултати Канаде
- Канада 8-0 Швајцарска
- Канада 3-1 Шведска
- Канада 4-2 Немачка (уједињени тим)
- Канада 8-6 САД
- Канада 6-2 Финска
- Чехословачка 3-1 Канада
- СССР 3-2 Канада

|  | Тим Канаде Ханс Акервал Гери Бег Роџер Бурбоне Кен Бродерок Реј Кадо Тери Кланси Брајан Конакер Пол Конлин Гери Динин Боб Форхан Маршал Џонстон Сет Мартин Бери Мекензи Тери О'Мали Род Селинг Џорџ Свабрик |

### Најбољи стрелац
| Поз | Репр       | Ута | Гол | Аси | Поена |
| --- | ---------- | --- | --- | --- | ----- |
| 10. | Гери Динин | 7   | 3   | 6   | 9     |

## Санкање
Мушки
| Спортиста  | Трка 1 | Трка 1   | Трка 2 | Трка 2   | Трка 3       | Трка 3   | Трка 4 | Трка 4   | Укупно       | Укупно   |
| Спортиста  | Време  | Позиција | Време  | Позиција | Време        | Позиција | Време  | Позиција | Време        | Позиција |
| ---------- | ------ | -------- | ------ | -------- | ------------ | -------- | ------ | -------- | ------------ | -------- |
| Даг Анакин | н/п    | ?        | н/п    | ?        | Није завршио | –        | –      | –        | Није завршио | –        |

## Скијашки скокови
Такмичари су изводили по три скока, два најбоља су се рачунала у коначан збир.
| Скакач      | Дисциплина          | Скок 1 | Скок 1 | Скок 2 | Скок 2 | Укупно | Укупно  |
| Скакач      | Дисциплина          | Даљина | Поена  | Даљина | Поена  | Поена  | Пласман |
| ----------- | ------------------- | ------ | ------ | ------ | ------ | ------ | ------- |
| Џон Мекинес | Нормална скакаоница | 65.5   | 82.9   | 65.0   | 83.4   | 166.3  | 53      |
| Кар Лин     | Нормална скакаоница | 72.0   | 93.9   | 72.0   | 94.4   | 188.3  | 43      |
| Џон Мекинес | Велика скакаоница   | 79.0   | 86.4   | 73.5   | 80.9   | 167.3  | 50      |
| Кар Лин     | Велика скакаоница   | 83.5   | 91.4   | 73.0   | 83.9   | 175.3  | 45      |

## Брзо клизање
Мушки
| Дисциплина | Клизач       | Трка    | Трка    |
| Дисциплина | Клизач       | Време   | Пласман |
| ---------- | ------------ | ------- | ------- |
| 500        | Ралф Олин    | 44.2    | 39      |
| 1.500      | Џералд Кениг | 2:24.0  | 47      |
| 1.500      | Ралф Олин    | 2:19.7  | 37      |
| 5.000      | Џералд Кениг | 8:26.9  | 35      |
| 5.000      | Ралф Олин    | 8:18.2  | 25      |
| 10.000     | Ралф Олин    | 16:53.3 | 15      |

Жене
| Дисциплина | Клизач        | Трка   | Трка    |
| Дисциплина | Клизач        | Време  | Пласман |
| ---------- | ------------- | ------ | ------- |
| 500        | Дорин Мекенел | 48.0   | 13      |
| 500        | Дорин Рајан   | 47.7   | 10      |
| 1.000      | Дорин Мекенел | 1:39.4 | 13      |
| 1.000      | Дорин Рајан   | 1:38.7 | 11      |
| 1.500      | Дорин Рајан   | 2:34.0 | 16      |
| 1.500      | Дорин Мекенел | 2:32.7 | 13      |
| 3.000      | Дорин Рајан   | 5:46.5 | 24      |
| 3.000      | Дорин Мекенел | 5:26.4 | 8       |